# Stazione di Locarno Sant'Antonio (1907)

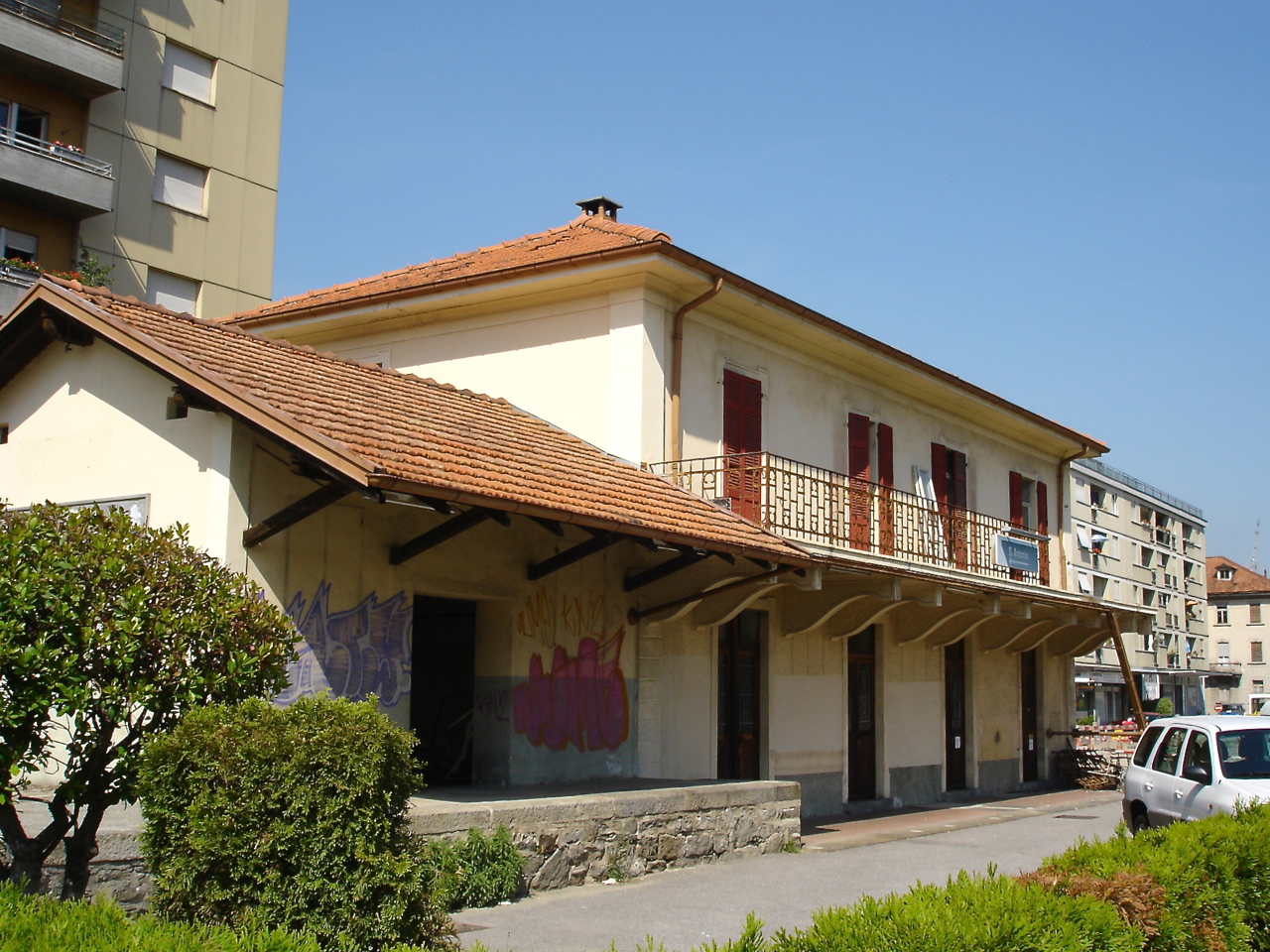
Il fabbricato viaggiatori nel 2004, durante le fasi della demolizione.

La stazione di Locarno Sant'Antonio delle Ferrovie Autolinee Regionali Ticinesi (FART) è stata una stazione ferroviaria della ferrovia Locarno-Domodossola ("Centovallina") e della ferrovia Locarno-Bignasco ("Valmaggina").

## Storia
La stazione venne inaugurata come capolinea nel 1907 insieme alla linea Locarno-Bignasco. Nel 1908 la stazione venne connessa alla linea tranviaria cittadina. Nello stesso anno venne prolungato la linea fino a Locarno (FART). Con l'apertura della linea per Domodossola, nel 1923 venne inaugurato un nuovo fabbricato viaggiatori in muratura. Nel 1965 fu soppresso il traffico sulla Locarno-Bignasco. Con il disarmamento della linea fino a Ponte Brolla, la stazione di Sant'Antonio rimase quindi attiva solo per la Domodossola-Locarno. La stazione continuò il suo esercizio fino alla sua chiusura avvenuta il 29 maggio 1988, quando venne sostituita dalla nuova inaugurata due anni dopo, in occasione dell'interramento della tratta ferroviaria San Martino-Locarno FART.

## Strutture e impianti
La stazione disponeva di un fabbricato viaggiatori, una officina, quattro binari più tre tronchi e un deposito locomotive. Al 2017 non rimane nessuna traccia dell'infrastruttura: il deposito venne demolito nel 1987 per la costruzione della nuova stazione, i binari vennero smantellati negli anni novanta mentre il fabbricato viaggiatori e la officina furono demoliti nel 2004. Oggi il sito dove sorgevano gli impianti è adibito ad un parcheggio.

## Movimento
La stazione era servita dai treni regionali Locarno-Bignasco (fino al 1965) e Locarno-Domodossola (fino al 1988).